# Eleições primárias presidenciais do Partido Republicano em 2020
As eleições primárias e as prévias presidenciais do Partido Republicano 2020 foram uma série de disputas eleitorais que acontecerão em todos os 50 estados dos EUA, no Distrito de Columbia e em cinco territórios dos EUA. Sancionadas pelo Partido Republicano, essas eleições visaram selecionar os 2.472 delegados a serem enviados à Convenção Nacional Republicana, que escolheram o candidato do Partido Republicano para o presidente dos Estados Unidos na eleição de 2020. Os delegados da Convenção Nacional votaram na primeira votação para selecionar Donald Trump como candidato presidencial do Partido Republicano para presidente dos Estados Unidos nas eleições de 2020 e selecionaram Mike Pence como candidato à vice-presidência.
O presidente Donald Trump formalmente lançou sua candidatura à reeleição em 17 de fevereiro de 2017. Ele foi seguido pelo ex-governador de Massachusetts Bill Weld, que anunciou sua campanha em 15 de abril de 2019, e o ex-congressista de Illinois Joe Walsh, que declarou sua candidatura em 25 de agosto de 2019. O ex-governador da Carolina do Sul e representante dos EUA Mark Sanford lançou um desafio principal em 8 de setembro de 2019. Além disso, o empresário Rocky De La Fuente entrou na corrida em 16 de maio de 2019, mas não foi amplamente reconhecido como um dos principais candidatos.
Em fevereiro de 2019, o Comitê Nacional Republicano votou para fornecer apoio total a Trump. Vários estados cancelaram suas primárias e convenções. Outros estados foram encorajados a usar sistemas "o vencedor leva tudo" ou "o vencedor leva mais" para premiar os delegados em vez de usar a alocação proporcional.
Trump se tornou o candidato presidencial republicano em 17 de março de 2020, depois de garantir a maioria dos delegados prometidos. Donald Trump recebeu mais de 18 milhões de votos nas primárias republicanas, o maior número de um presidente em exercício em uma primária.

## Visão geral da corrida das primárias
Numerosos especialistas, jornalistas e políticos especularam que o presidente Donald Trump pode enfrentar um candidato republicano significativo nas primárias em 2020 por causa de sua impopularidade histórica nas pesquisas, sua associação com alegações de interferência russa nas eleições de 2016 nos Estados Unidos, seu impeachment e seu apoio a impopulares políticas. Em agosto de 2017, surgiram relatos de que membros do Partido Republicano estavam preparando uma "campanha paralela" contra o presidente, principalmente das alas moderadas ou do establishment do partido. O então senador do Arizona, John McCain, disse: "Os republicanos veem fraqueza neste presidente". A senadora do Maine Susan Collins, o senador do Kentucky Rand Paul e o ex-governador de Nova Jérsei Chris Christie expressaram dúvidas em 2017 de que Trump seria o candidato de 2020, com Collins afirmando que "é muito difícil dizer". O ex-senador americano Jeff Flake afirmou em 2017 que Trump estava "convidando" um adversário primário pela forma como ele governava. No entanto, o estrategista político de longa data Roger Stone previu em maio de 2018 que Trump poderia não buscar um segundo mandato caso conseguisse manter todas as promessas de campanha e "tornar a América grande novamente".
Alguns críticos proeminentes de Trump dentro do Partido Republicano, incluindo a candidata presidencial de 2016 Carly Fiorina, o ex-senador Jeff Flake, e o ex-governador de Massachusetts e atual senador dos EUA Mitt Romney afirmaram que não concorreriam contra Trump pela nomeação em 2020.
Em 2017, houve rumores de uma possível chapa bipartidária composta pelo governador republicano de Ohio e candidato presidencial de 2016, John Kasich, e pelo governador democrata do Colorado, John Hickenlooper. Kasich e Hickenlooper negaram esses rumores. Em novembro de 2018, no entanto, Kasich afirmou que estava "muito seriamente" considerando uma candidatura à Casa Branca em 2020. Em agosto de 2019, ele indicou que não via um caminho para conquistar Trump em uma primária republicana na época, mas que sua opinião pode mudar no futuro.
Em 25 de janeiro de 2019, o Comitê Nacional Republicano endossou Trump não oficialmente.
Depois de se reinscrever como republicano em janeiro de 2019, o ex-governador republicano de Massachusetts e candidato libertário à vice-presidência de 2016, Bill Weld, anunciou a formação de um comitê exploratório presidencial de 2020 em 15 de fevereiro de 2019. Weld anunciou sua candidatura presidencial para 2020 candidatura em 15 de abril de 2019. Weld foi considerado um adversário de longa data por causa da popularidade de Trump com os republicanos; além disso, as opiniões de Weld sobre direitos ao aborto, casamento gay, legalização da maconha e outras questões entram em conflito com as posições socialmente conservadoras dominantes no moderno Partido Republicano. Weld retirou-se da corrida em 18 de março de 2020, depois que Trump ganhou delegados suficientes para garantir a indicação.
O ex-representante dos EUA Joe Walsh era um forte apoiador de Trump em 2016, mas gradualmente tornou-se crítico do presidente. Em 25 de agosto de 2019, Walsh declarou oficialmente sua candidatura contra Trump, chamando Trump de "vigarista impróprio". Ele então encerrou sua campanha em 7 de fevereiro de 2020, após um fraco desempenho no Iowa Caucuses. Walsh chamou o Partido Republicano de "culto" e disse que provavelmente apoiaria qualquer que fosse o candidato democrata nas eleições gerais. De acordo com Walsh, os apoiadores de Trump se tornaram "seguidores" que pensam que Trump "não pode errar", depois de absorver informações erradas da mídia conservadora. Ele afirmou, "Eles não sabem qual é a verdade e, mais importante, não se importam."
O ex-governador da Carolina do Sul e ex-representante dos EUA Mark Sanford declarou oficialmente sua candidatura em 8 de setembro, mas suspendeu sua campanha dois meses depois, em 12 de novembro de 2019, após não conseguir atrair atenção significativa dos eleitores.
Apesar do status principalmente nominal de sua oposição, Trump fez campanha durante esta temporada das primárias, realizando comícios nas primárias de fevereiro e nos estados da Super Terça.
O presidente venceu todas as primárias por ampla margem e conquistou a indicação logo após o término das primárias da Super Terça. Embora os resultados nunca tenham sido duvidosos, as primárias geraram controvérsias. Vários estados adiaram suas primárias/caucusas devido à pandemia de COVID-19, e outros continuaram com a votação pessoal enquanto as alegações de Trump sobre fraude relacionada à votação por correio desencorajavam expansão e promoção dessa votação.

## Candidatos

### Vencedor
| Nome                    | Nome | Nome | Nascimento                              | Cargo mais recente                            | Data de anúncio da campanha | Candidatura                                                   | Delegados conquistados | Delegados conquistados | Votos populares     | Primárias vencidas | Running Mate |
| ----------------------- | ---- | ---- | --------------------------------------- | --------------------------------------------- | --------------------------- | ------------------------------------------------------------- | ---------------------- | ---------------------- | ------------------- | ------------------ | ------------ |
| Donald Trump (Campanha) |      |      | 14 de junho de 1946 Queens, Nova Iorque | 45º Presidente dos Estados Unidos (2017–2021) | 18 de junho de 2019         | Site da campanha Garantiu a nomenação em: 17 de março de 2020 | 2 310 (90.59%)         | 2 339 (91.73%)         | 18 159 752 (93.99%) | 56                 | Mike Pence   |

### Outros candidatos
| Candidato          | Nascimento                                                  | Cargo mais recente                                                                                                   | Estado          | Data de anúncio da campanha | Campanha suspensa                          | Candidatura                       | Voto popular    | Delegações | Ref.          |
| ------------------ | ----------------------------------------------------------- | --- | --------------- | --------------------------- | ------------------------------------------ | --------------------------------- | --------------- | ---------- | ------------- |
| Bill Weld          | 31 de julho de 1945 (75 anos) Smithtown, Nova Iorque        | Governador de Massachusetts (1991–1997) Candidato pelo Partido Libertário à Vice-Presidente em 2016                  | Massachusetts   | 15 de abril de 2019         | 18 de março de 2020 (apoio ao Joe Biden)   | Arquivamento de campanha pela FEC | 454,402 (2.40%) | 1          | [ 52 ] [ 53 ] |
| Rocky De La Fuente | 10 de outubro de 1954 (65 anos) San Diego, Califórnia       | Empresário e incorporador imobiliário Candidato pelo Partido Reformista à Presidente em 2016 e 2020 Candidato perene | Califórnia      | 16 de maio de 2019          | —                                          | Arquivamento de campanha pela FEC | 108,357 (0.57%) | 0          | [ 56 ] [ 57 ] |
| Joe Walsh          | 27 de dezembro de 1961 (58 anos) North Barrington, Illinois | Representante dos Estados Unidos do IL-08 (2011–2013) Apresentador de rádio                                          | Illinois        | 25 de agosto de 2019        | 7 de fevereiro de 2020 (apoio a Joe Biden) | Arquivamento de campanha pela FEC | 173,519 (0.92%) | 0          | [ 60 ] [ 61 ] |
| Mark Sanford       | 28 de maio de 1960 (60 anos) Fort Lauderdale, Flórida       | Representante dos Estados Unidos do SC-01 (1995–2001, 2013–2019) Governador da Carolina do Sul (2003–2011)           | Carolina do Sul | 8 de setembro de 2019       | 12 de novembro de 2019                     | Arquivamento de campanha pela FEC | 4,258 (0.02%)   | 0          | [ 63 ] [ 64 ] |

Outros indivíduos notáveis que não eram grandes candidatos que suspenderam suas campanhas:
- Bob Ely, investidor[65]
- Jack Fellure, candidato do Partido da Proibição em 2012, engenheiro aposentado[66]
- Augustus Sol Invictus, advogado, nacionalista branco e ativista de extrema-direita (apoio a Trump)[67][68][69][70]
- Zoltan Istvan, ativista transumanista[71][72]

Mais de 150 indivíduos não eram candidatos importantes e também entraram com a Comissão Eleitoral Federal para concorrer à presidência nas primárias do Partido Republicano.

### Desistência à candidatura
Os indivíduos nesta seção foram objeto da especulação presidencial de 2020, mas declararam publicamente que não buscarão a Casa Branca em 2020.

#### Apoio a Trump
- Greg Abbott, governador do Texas[74][75]
- Steve Bannon, diretor da campanha de Trump à Presidência em 2016 e estrategista-chefe da Casa Branca[76][77][78]
- Chris Christie, ex-governador de Nova Jérsei e candidato em 2016[79][80][81][82][83]
- Tom Cotton, senador pelo Arkansas[84][85][86]
- Ted Cruz, senador pelo Texas e candidato em 2016[87][88]
- Nikki Haley, ex-Embaixadora dos Estados Unidos nas Nações Unidas e ex-governadora da Carolina do Sul[89][90][91]
- Jon Huntsman Jr., embaixador dos Estados Unidos na Rússia e ex-governador de Utah[92][93][94] (concorreu a governador)[95]
- Rand Paul, senador pelo Kentucky e candidato em 2016[96][97][98]
- Mike Pence, vice-presidente dos Estados Unidos e ex-governador de Indiana[99][100]
- Marco Rubio, senador pela Flórida e candidato em 2016[101][102][103][104]
- Scott Walker, ex-governador do Winsconsin e candidato em 2016[105][106]
- Paul Ryan, ex-presidente da Câmara dos Representantes dos Estados Unidos e candidato à vice-presidência em 2012[107][105]

#### Outros
- Charlie Baker, governador do Massachussets[108]
- Jeb Bush, ex-governador da Flórida e candidato em 2016[109][110]
- Ann Coulter, colunista conservadora de Nova Iorque[111]
- Mark Cuban, investidor do Texas e dono do time de basquetebol Dallas Mavericks[112][113][114]
- Carly Fiorina, executiva da Virgínia e candidata em 2016[115][116]
- Jeff Flake, ex-senador pelo Arizona e ex-membro da Câmara dos Representantes dos Estados Unidos[117]
- Larry Hogan, governador de Maryland[118][119]
- John Kasich, ex-governador de Ohio, ex-membro da Câmara dos Representantes dos Estados Unidos e candidato nas primárias de 2000 e 2016[120][121] (apoio a Biden)[122]
- James Mattis, ex-secretário de Defesa[123][124]
- Austin Petersen, candidato em 2016 nas primárias do Partido Libertário[125]
- Mitt Romney, senador por Utah, ex-governador de Massachussets e candidato em 2012[126][127][128]
- Ben Shapiro, comentarista político conservador, escritor e advogado da Califórnia[129]
- Meg Whitman, executiva nova-iorquina e candidata ao governo da Califórnia em 2010[130][131] (apoio a Biden)

## Debates
O Comitê Nacional Republicano (CNR) não sediou nenhum debate oficial das primárias. Em 3 de maio de 2018, o partido votou pela eliminação de seu comitê de debate, o que, segundo a CNN, serviu como "um aviso aos possíveis rivais republicanos do presidente Donald Trump sobre seu forte apoio entre os partidários". Trump recusou qualquer interesse em participar de qualquer debate primário, dizendo que "não estava procurando dar [aos oponentes] qualquer credibilidade". Os debates entre os desafiantes foram agendados sem o envolvimento do RNC.
O Business Insider organizou um debate em 24 de setembro apresentando dois dos principais adversários de Trump. Aconteceu na sede da agência de notícias na cidade de Nova Iorque e foi apresentado pelo CEO da Business Insider, Henry Blodgett, pelo editor de política Anthony Fisher e pela colunista Linette Lopez. Walsh e Weld concordaram em comparecer, mas Sanford teve um conflito de agenda e acabou recusando. Um convite também foi enviado ao presidente, mas ele também recusou.
A Politicon realizou um debate entre Sanford, Walsh e Weld em 26 de outubro em sua convenção de 2019 em Nashville, Tennessee, e a Forbes também realizou um debate entre os três em 28 de outubro em seu Under 30 Summit em Detroit, Michigan.
Tanto Walsh quanto Weld participaram de alguns fóruns que também apresentavam candidatos democratas.

## Cancelamento das convenções estaduais ou primárias
O Washington Examiner relatou em 19 de dezembro de 2018 que o Partido Republicano da Carolina do Sul não descartou a renúncia a uma disputa primária para proteger Trump de quaisquer adversários primários. O presidente do partido, Drew McKissick, afirmou: "Considerando o fato de que todo o partido apoia o presidente, acabaremos fazendo o que é do interesse do presidente." Em 24 de janeiro de 2019, outro relatório do Washington Examiner indicou que o Partido Republicano do Kansas "provavelmente" abandonaria sua bancada presidencial para "economizar recursos".
Em agosto de 2019, a Associated Press informou que o Partido Republicano de Nevada também estava pensando em cancelar suas convenções, com o porta-voz estadual do partido, Keith Schipper, dizendo que:
Não se trata de nenhum tipo de teoria da conspiração sobre proteger o presidente [...] Ele vai para ser o candidato [...] Trata-se de proteger recursos para garantir que o presidente vença em Nevada e que os republicanos ganhem nas urnas em 2020.
Em 6 de setembro de 2019, os dois principais adversários de Trump na época, Bill Weld e Joe Walsh, criticaram esses cancelamentos como antidemocráticos. A campanha de Trump e os funcionários do Partido Republicano citaram o fato de que os republicanos cancelaram várias primárias estaduais quando George H. W. Bush e George W. Bush buscaram um segundo mandato em 1992 e 2004, respectivamente; e os democratas cancelaram algumas de suas primárias quando Bill Clinton e Barack Obama buscavam a reeleição em 1996 e 2012, respectivamente. Weld e Walsh foram acompanhados por Mark Sanford em um artigo conjunto no The Washington Post em 13 de setembro de 2019, que criticou o partido por cancelar essas primárias.
O Kansas e os comitês estaduais de Nevada e Carolina do Sul votaram oficialmente em 7 de setembro de 2019 para cancelar seu caucus e primária. O Partido Republicano do Arizona indicou dois dias depois que não realizaria uma primária. Esses quatro se juntaram ao Partido Republicano do Alasca em 21 de setembro, quando seu comitê central anunciou que não realizaria uma primária presidencial.
Os republicanos da Virgínia decidiram alocar delegados na convenção estadual.
O presidente do comitê do estado republicano de Nevada disse que o comitê se reuniria em 23 de fevereiro de 2020 e vincularia seus delegados a Trump.
O Partido Republicano do Havaí votou para cancelar suas primárias e vincular seus 19 delegados a Trump em 11 de dezembro de 2019.
O Partido Republicano de Nova Iorque em 3 de março de 2020 decidiu cancelar suas primárias depois que De La Fuente, Weld e Walsh não enviaram o número necessário de nomes de seus delegados para se qualificarem para a votação. Os candidatos a delegados vinculados ao presidente foram assim automaticamente eleitos.
Em vez disso, outros estados foram encorajados a usar sistemas de vencedor leva tudo para premiar delegados em vez de usar alocação proporcional "para evitar dissidência" na convenção.

## Linha do tempo

### Visão global

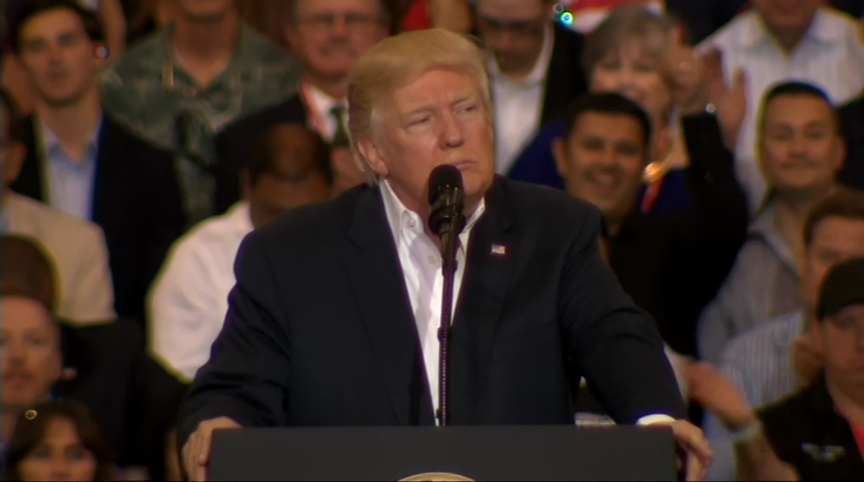
O atual presidente Donald Trump falando em seu primeiro comício de campanha em Melbourne, Flórida, em 18 de fevereiro de 2017

|  | Campanha ativa             |  | "Exploratory committee" |  | Candidatura retirada |  |                                           |
|  | Eleições de 2018 (midterm) |  | Caucus de Iowa          |  | Super Terça          |  | Convenção nacional do Partido Republicano |

### 2017–18
- 18 de fevereiro de 2017: Donald Trump formalmente anuncia sua candidatura para um segundo mandato e realiza a primeira de uma série ocasional de comícios de campanha em Melbourne, Flórida, somente um mês após assumir o cargo.[156]
- 23 de junho de 2018: Trump discursa na Convenção Republicana de Nevada em Las Vegas.[157]

- 18 de julho de 2018: Charlotte, Carolina do Norte, é escolhida como o local para a Convenção Nacional Republicana de 2020.[158]
- 7 de novembro de 2018: o presidente Trump confirma que Mike Pence continuará sendo seu candidato a vice-presidente.[159]

### 2019

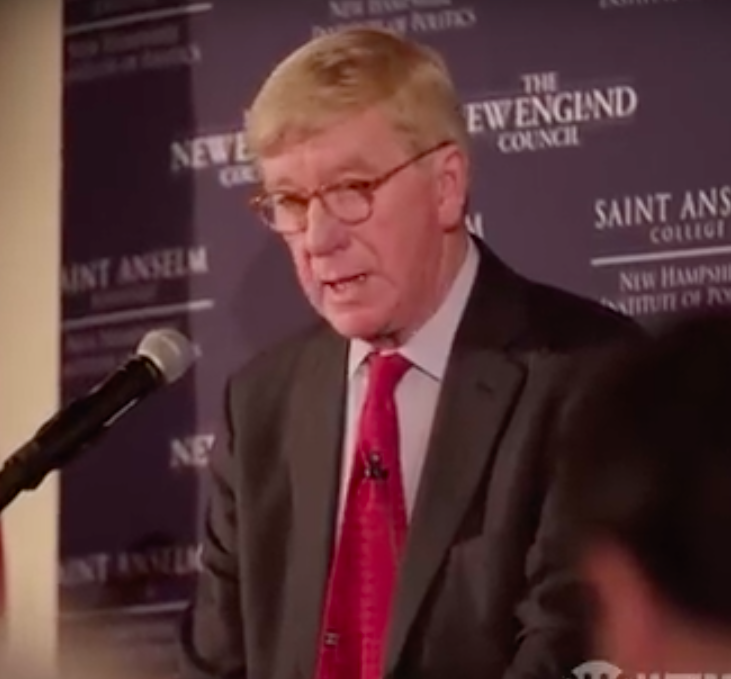
O ex-governador Bill Weld anunciando a formação de seu comitê exploratório em 15 de fevereiro de 2019. Ele lançou sua campanha dois meses depois.

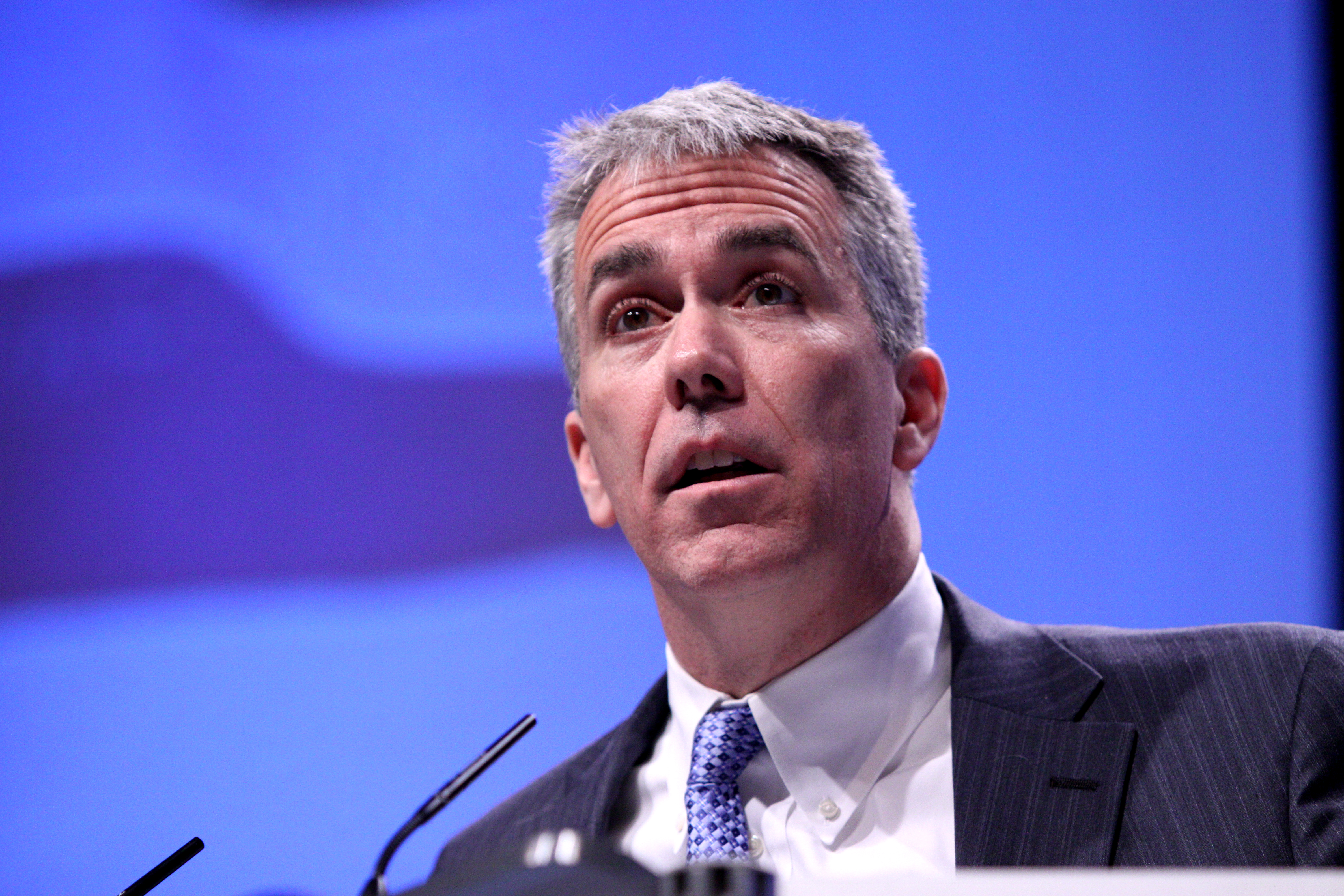
O ex-deputado Joe Walsh anunciou sua campanha em 25 de agosto de 2019. Ele desistiu após terminar Iowa com 1%.

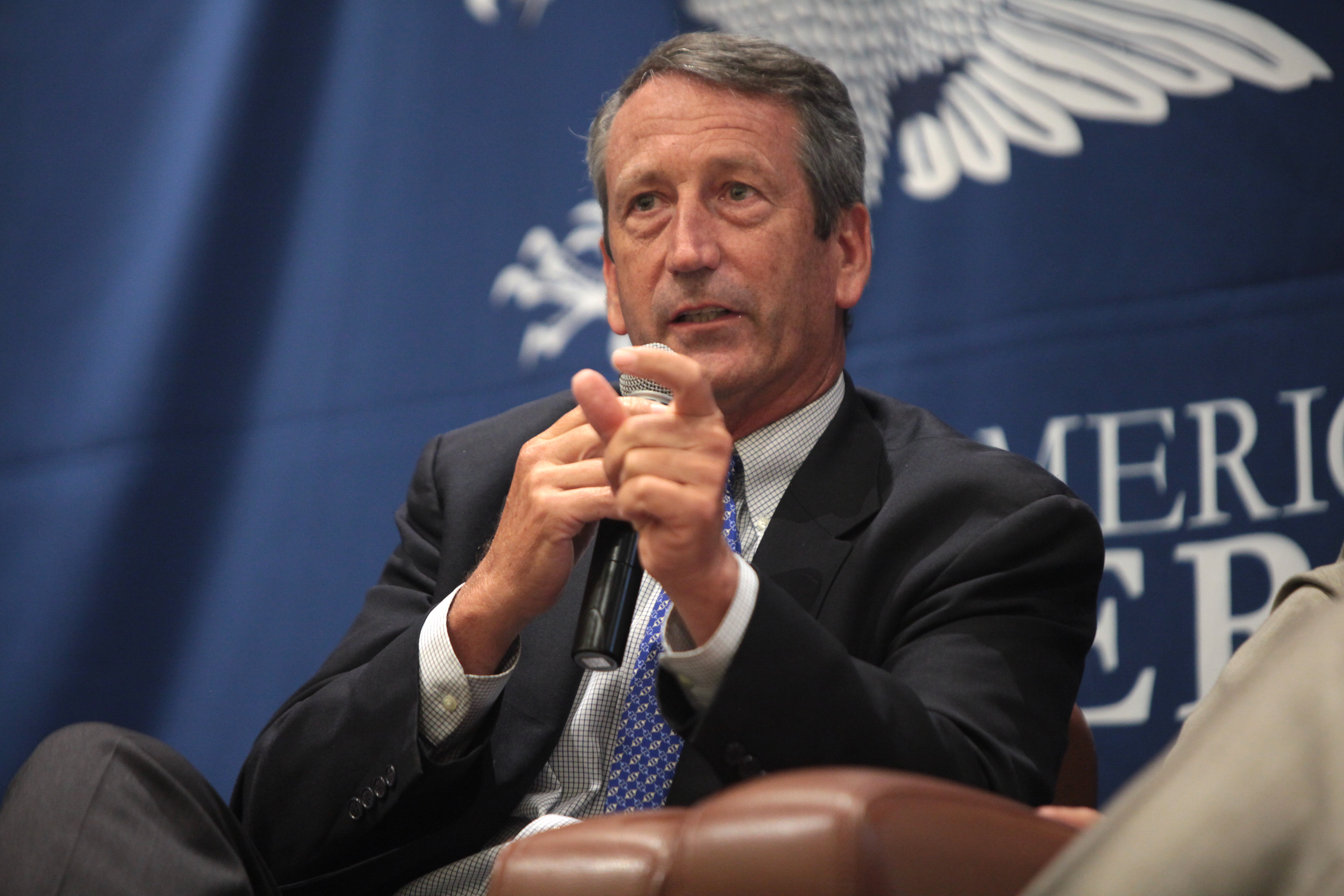
O ex-deputado Mark Sanford anunciou sua campanha em 8 de setembro de 2019. Ele desistiu da corrida dois meses depois.

- 17 de janeiro: o ex-governador de Massachusetts Bill Weld muda seu registro de eleitor de Libertário novamente ao Republicano, aumentando as especulações de que ele anunciará um desafio principal contra Trump.[160]
- 23 de janeiro: O Comitê Nacional Republicano vota por unanimidade expressar "apoio indiviso" da "presidência efetiva" de Trump.[4]
- 12 de fevereiro: o presidente Trump realiza seu primeiro comício desde que assumiu a presidência em El Paso, Texas, com Brad Parscale, John Cornyn, Lance Berkman, Ted Cruz e Donald Trump Jr..[161]
- 15 de fevereiro: Weld anuncia a formação de um comitê exploratório, tornando-se o primeiro concorrente notável do presidente.[162]
- 15 de abril: Weld anuncia oficialmente sua campanha.[163]

- 16 de maio: O empresário e candidato perene Rocky De La Fuente se candidata.
- 1º de junho: O governador de Maryland, o desafiante especulativo, Larry Hogan, anuncia que não concorrerá contra Trump nas primárias.[164]
- 18 de junho: Trump lança formalmente sua campanha de reeleição para 2020 em um comício em Orlando, Flórida, com Donald Trump Jr., Mike Pence, Melania Trump, Karen Pence, Lara Trump e Sarah Sanders.[165]
- 30 de julho: Com a intenção de forçar Trump a revelar seus impostos, o governador democrata da Califórnia, Gavin Newsom, assina um projeto de lei estadual exigindo que os candidatos presidenciais liberem os últimos cinco anos de suas declarações fiscais para se qualificar para a votação primária da Califórnia. O candidato presidencial republicano Rocky De La Fuente entra com uma ação questionando diretamente a constitucionalidade da lei.[166][167]
- 5 a 6 de agosto: Processos adicionais são movidos pela campanha de Trump, o Comitê Nacional Republicano, o Partido Republicano da Califórnia e o grupo ativista conservador Judicial Watch para desafiar a lei da Califórnia que exige que os candidatos liberem suas declarações de impostos.[168][169]
- 25 de agosto: o ex-congressista de Illinois, Joe Walsh, anuncia oficialmente sua candidatura, tornando-se o segundo desafiante oficial do presidente.[170]
- 7 de setembro: três comitês estaduais votam para cancelar suas respectivas primárias/caucus: Kansas,[149]  Nevada e Carolina do Sul.[6]
- 8 de setembro:
  - O ex-governador e congressista da Carolina do Sul, Mark Sanford, anuncia oficialmente sua candidatura, tornando-se o terceiro adversário notável do presidente.[35]
  - À medida que a lei da Califórnia que exige que os candidatos divulguem suas declarações fiscais funciona nos tribunais, o Partido Republicano da Califórnia modifica suas regras de seleção de delegados como uma medida paliativa, mudando sua principal de obrigatória para não vinculativa com um estado partidário de convenção selecionando seus delegados nacionais diretamente.[171]
- 9 de setembro: O Partido Republicano do Arizona notifica oficialmente a secretária de estado do Arizona, Katie Hobbs, que renunciará às primárias republicanas do Arizona.[150]
- 21 de setembro: O Partido Republicano do Alasca cancela suas primárias.[172]
- 23 de setembro: Donald Trump se qualifica para as primárias de Vermont.[173]
- 24 de setembro: Business Insider organizou um debate entre Weld e Walsh.[134]
- 1º de outubro: Prazo para os partidos estaduais apresentarem planos de seleção de delegados ao Comitê Nacional Republicano.[174]
- 26 de outubro: Debate na Politicon entre os principais adversários.[137]
- 28 de outubro: Debate na Forbes entre os principais adversários.[138]
- 31 de outubro: O comitê de Minnesota submete apenas o nome de Trump para a votação primária.[175][176]
- 8 de novembro: Prazo de apresentação para aparecer na cédula primária republicana do Alabama. Mark Sanford e Joe Walsh não compareceram, enquanto Donald Trump e Bill Weld se classificaram.[177]
- 12 de novembro:
  - Mark Sanford desiste da corrida.[36]
  - Prazo de arquivamento para aparecer na cédula primária republicana de Arkansas. Mark Sanford (que desistiu no dia do prazo) e Joe Walsh não compareceram, enquanto Rocky De La Fuente , Donald Trump e Bill Weld se qualificaram.[178]
- 15 de novembro: Prazo de apresentação para aparecer na cédula primária republicana de New Hampshire . Rocky De La Fuente, Donald Trump, Bill Weld e Joe Walsh se qualificam.[179]
- 21 de novembro: A Suprema Corte da Califórnia declara que a lei estadual que exige que os candidatos primários divulguem suas declarações fiscais viola a constituição do estado e não pode ser aplicada.[180]
- 26 de novembro: Rocky De La Fuente entrou com uma ação contra o estado de Minnesota alegando que sua lei de acesso às cédulas para primárias presidenciais é inconstitucional. Minnesota já havia barrado todos os outros candidatos de suas primárias presidenciais republicanas, exceto Donald Trump, em 31 de outubro.[181]
- 6 de dezembro: O Secretário de Estado da Califórnia divulgou a lista de "Candidatos Presidenciais Geralmente Reconhecidos" para a próxima eleição de 3 de março de 2020, incluindo sete republicanos.[182]
- 11 de dezembro:
  - O comitê estadual republicano do Havaí cancela as convenções e nomeia 19 delegados da convenção nacional e os vincula a Trump, que recebe sua primeira vitória oficial.[154]
  - Um tribunal estadual afirma o direito do Partido Republicano da Carolina do Sul de cancelar suas primárias.[183]
- 18 de dezembro: A Câmara dos Representantes vota formalmente quase ao longo das linhas partidárias para o impeachment de Trump.[184]
- 20 de dezembro: a Carolina do Norte anuncia que Walsh e Weld aparecerão na cédula para suas primárias republicanas.[185] Jim Martin, um empresário de Lake Elmo, Minnesota, junta-se a Rocky De La Fuente para processar o estado na suprema corte por autorizar o Partido Republicano de Minnesota a imprimir apenas o nome de Trump nas cédulas primárias.[186]

### 2020

#### Janeiro
- 9 de janeiro: Trump realiza seu primeiro comício "Keep America Great" do ano no Huntington Center em Toledo, Ohio.[187]
- 17 de janeiro: A votação antecipada começa em Minnesota.[188]
- 18 de janeiro: Primeira de uma série de convenções distritais em Dakota do Norte, que elegem delegados para a convenção estadual. O Partido Republicano de Dakota do Norte não possui nenhum caucus de preferência presidencial ou primária em si, mas, em vez disso, seleciona seus delegados da convenção nacional diretamente na convenção estadual do partido.[189][190]
- 30 de janeiro: Trump realiza um comício em Des Moines, Iowa, o maior evento da campanha do caucus.[191]
- 31 de janeiro: A convenção republicana do Kansas se reúne, onde a segunda delegação para a convenção nacional é escolhida e oficialmente vinculada a Trump.[192][193][149][194]

#### Fevereiro
- 3 de fevereiro: Trump vence as convenções de Iowa, recebendo 97% dos votos expressos. Weld ganha um delegado.[195]
- 4 de fevereiro: Trump faz seu último discurso sobre o Estado da União deste mandato.[196]
- 5 de fevereiro: O Senado dos Estados Unidos absolve Trump.[197]
- 7 de fevereiro: Joe Walsh desiste da corrida.[198]
- 10 de fevereiro: Trump realiza um comício em Manchester, New Hampshire.[199]
- 11 de fevereiro: Trump vence as primárias de New Hampshire com 84% dos votos.[200]
- 21 de fevereiro: Trump realiza um comício em Las Vegas antes da "pesquisa de preferência presidencial" do comitê estadual de Nevada.[201]
- 22 de fevereiro: O comitê estadual de Nevada vincula a delegação estadual a Trump.[202]

#### Março
- 03 de março:
  - Trump vence todas as 13 primárias da Super Terça: Alabama, Arkansas, Califórnia, Colorado, Maine, Massachusetts, Minnesota, Carolina do Norte, Oklahoma, Tennessee, Texas, Utah e Vermont.[203]
  - Nova Iorque cancela sua primária republicana depois que Trump é o único candidato a enviar o número necessário de nomes de seus delegados.[155] Os candidatos a delegado são declarados eleitos.[204]
- 10 de março: Trump vence todas as 6 corridas realizadas nesta data: Idaho,[205] Michigan, Mississippi e Missouri;[206] bem como Washington (onde ele era o único candidato na cédula),[207] e Dakota do Norte (uma bancada de bombeiros não vinculativa onde ele também não teve oposição).[208]
- 14 de março: Todos os nove delegados na convenção de Guam estão comprometidos com Donald Trump.[209]
- 15 de março: Trump ganha todos os nove delegados nas convenções republicanas das Ilhas Marianas do Norte.[210]
- 17 de março: Com vitórias na Flórida e em Illinois dando a ele a maioria dos delegados, o presidente Donald Trump se torna o provável candidato presidencial republicano.[211]
- 18 de março: Bill Weld desiste da corrida.[212]
- 19 de março: Connecticut reagenda suas primárias de 28 de abril a 2 de junho.[213]
- 20 de março: Indiana reagenda suas primárias estaduais esperadas de 5 de maio para 2 de junho.[214]

#### Abril
- 8 de abril: Nova Jérsei reagenda sua eleição primária de 2 de junho a 7 de julho.[215]
- 13 de abril: Trump vence as primárias republicanas de Wisconsin em 2020 sem oposição.[216]
- 14 de abril: Louisiana reagenda suas primárias pela segunda vez, mudando a data de 20 de junho para 11 de julho.[217]
- 17 de abril: Connecticut reagenda suas primárias pela segunda vez, de 2 de junho a 11 de agosto.[218]
- 25 de abril: O Partido Aliancista nomeia Rocky De La Fuente para presidente com Darcy Richardson como seu companheiro de chapa.[219]
- 28 de abril: Trump vence as primárias republicanas de Ohio em 2020 sem oposição.[220]

#### Maio
- 12 de maio: Trump vence as primárias de Nebraska.[221]
- 19 de maio: Trump vence as primárias de Oregon.[222]

#### Junho
- 2 de junho: Trump vence todas as 8 primárias da Super Terça: Indiana, Maryland, Montana, Novo México, Pensilvânia, Rhode Island, Dakota do Sul e as primárias do Distrito de Columbia.
- 5 de junho: o Partido Republicano de Porto Rico realiza uma votação caucus online dos líderes do partido em vez de uma primária real, vinculando sua delegação a Trump.[223][224]
- 9 de junho: Trump vence as primárias da Geórgia e da Virgínia Ocidental.
- 20 de junho: O Partido Reformista nomeia Rocky De La Fuente para presidente com Darcy Richardson como seu companheiro de chapa.[225]
- 23 de junho: Trump vence as primárias de Kentucky.

#### Julho
- 7 de julho: Trump vence as primárias de Delaware e Nova Jersey.
- 11 de julho: Trump vence as primárias da Louisiana.

#### Agosto
- 11 de agosto: Trump vence as primárias de Connecticut.
- 15 de agosto: O Partido Independente Americano nomeia Rocky De La Fuente para presidente com Kanye West como seu companheiro de chapa.[226]
- 24 a 27 de agosto: A Convenção Nacional Republicana foi realizada. Os delegados renomearam Trump para presidente e Pence para vice-presidente nas eleições presidenciais dos Estados Unidos em 2020.

## Convenção nacional
As licitações para a Convenção Nacional Republicana foram solicitadas no outono de 2017, com os finalistas sendo anunciados no início da primavera seguinte. Em 18 de julho de 2018, Charlotte, o Spectrum Center da Carolina do Norte foi escolhido por unanimidade como local da convenção.
Em junho de 2020, divergências com o governo da Carolina do Norte sobre as regras de distanciamento social do COVID-19 fizeram com que os principais eventos da convenção, incluindo o discurso de aceitação de Trump, fossem transferidos para a VyStar Veterans Memorial Arena em Jacksonville, Flórida. Devido a obrigações contratuais, os negócios oficiais da convenção ainda eram realizados em Charlotte.

## Financiamento de campanha
Esta é uma visão geral do dinheiro usado em cada campanha, conforme é relatado à Comissão Eleitoral Federal (FEC) e divulgado em 15 de abril de 2019. Os totais levantados incluem empréstimos do candidato e transferências de outros comitês de campanha.  última coluna, Cash On Hand (COH), mostra o dinheiro restante que cada campanha tinha disponível para gastos futuros em 31 de janeiro de 2020.
| Candidato                  | Total arrecadado | Contribuições individuais | Contribuições individuais | Contribuições individuais | Dívidas     | Gastos       | COH         |
| Candidato                  | Total arrecadado | Total                     | Unitinizado               | %                         | Dívidas     | Gastos       | COH         |
| -------------------------- | ---------------- | ------------------------- | ------------------------- | ------------------------- | ----------- | ------------ | ----------- |
| Donald Trump               | $217,716,419     | $84,606,549               | $45,436,572               | 53.7%                     | $309,116    | $132,721,328 | $92,606,794 |
| Roque "Rocky" De La Fuente | $15,302,964      | $17,253                   | $4,395                    | 25.5%                     | $15,081,123 | $10,472,140  | $4,862,891  |
| Mark Sanford               | $107,485         | $94,287                   | $29,013                   | 30.8%                     | $0          | $108,932     | -$1,447     |
| Joe Walsh                  | $502,270         | $181,467                  | $24,866                   | 13.7%                     | $315,000    | $497,922     | $4,348      |
| Bill Weld                  | $1,881,398       | $1,602,612                | $527,904                  | 32.9%                     | $250,800    | $1,863,208   | $18,190     |